# گالوا (آیووا)
گالوا (به انگلیسی: Galva) شهری در ایالت آیووا کشور ایالات متحده آمریکا است که جمعیت آن در سرشماری سال ۲۰۱۰ میلادی، ۴۳۴ نفر بوده‌است.